# The Princess' Man
The Princess' Man (hangul: 공주의 남자; rr: Gongjooeui Namja) é uma série de televisão sul-coreana exibida pela KBS2 em 2011. Estrelada por Park Si-hoo, Moon Chae-won, Kim Yeong-cheol, Song Jong-ho, Hong Soo-hyun, e Lee Soon-jae.

## Elenco
- Park Si-hoo como Kim Seung-yoo
- Moon Chae-won como Lee Se-ryung
- Song Jong-ho como Shin Myeon
- Kim Yeong-cheol como Príncipe Suyang
- Hong Soo-hyun como Princesa Kyunghye
- Lee Min-woo como Jung Jong
- Lee Soon-jae como Kim Jong-seo
- Uhm Hyo-sup como Yi Gae
- Heo Jung-kyu como Kim Seung-gyu
- Lee Joo-seok como Príncipe Anpyong
- Kim Seo-ra como Senhora Yoon, esposa de Príncipe Suyang
- Min Ji como Yeo-ri
- Kwon Hyun-sang como Lee Soong
- Seo Hye-jin como Lee Se-jung
- Jung Dong-hwan como Rei Munjong
- Noh Tae-yeob como Príncipe Danjong
- Ban So-young como Eun-geum
- Lee Hyo-jung como Shin Suk-ju
- Lee Dae-yeon como Kwon Ram
- Yoon Seung-won como Príncipe Ohn-nyeong
- Kwon Tae-won como Min Shin
- Kim Ik-tae como Jo Geuk-gwan
- Kim Young-bae como Jun Gyun
- Choi Moo-sung como Ham-gwi
- Jung Jin como Chil-gap
- Jung Geun como Mak-son
- Lee Hee-do como Han Myung-hoi
- Moon Poong-ji como eunuco Moon
- Lee El como Mae-hyang
- Jin Sung como Song Ja-beon
- Ga Deuk-hi como Senhora Ryu, esposa de Kim Seung-gyu
- Kim Yoo-bin como Kim Ah-kang
- Yoo Ha-joon como Im Woon
- Hong Il-kwon como Príncipe Geumsung
- Kim Roe-ha como Jo Seok-joo
- Yoon Jong-hwa como Jun Noh-gul
- Choo So-young como Cho-hee
- Choi Han-bit como Moo-young
- Lee Seul-bi como So-aeng
- Lee Hee-joon como Gong Chil-goo